# Cedar Creek (Nebraska)
Cedar Creek – wieś w Stanach Zjednoczonych, w stanie Nebraska, w hrabstwie Cass.